# Karl Gustav Abramsson
Karl Gustav Abramsson, född 11 november 1947 i Stensele, är en svensk politiker (socialdemokrat). Han var ordinarie riksdagsledamot 1998–2010, invald för Västerbottens läns valkrets.
I riksdagen var han ledamot i näringsutskottet 2001–2006 (även suppleant 1998–2001 och 2007–2010) och ledamot i justitieutskottet 2006–2010 (även suppleant 2002–2006). Utöver detta var han ersättare i riksdagsstyrelsen 2006–2010 och suppleant i skatteutskottet.
Abramsson är socionom. Han är gift och har fem barn.[källa behövs]